# Kolla diaphana
Kolla diaphana är en insektsart som beskrevs av William Lucas Distant 1918. Kolla diaphana ingår i släktet Kolla och familjen dvärgstritar. Inga underarter finns listade i Catalogue of Life.